# Гуталь, Горан
Горан Гуталь (сербохорв. Goran Gutalj ; 12 ноября 1969) — югославский и сербский футболист, ныне тренер.

## Биография
Профессиональную карьеру начинал в 1989 году в клубе «Железничар» из Сараево.
После распада Югославии перешёл в словенский клуб «Мура 05», за который в чемпионате провёл 23 матча и забил 7 голов. Отыграв несколько сезонов за «Марибор» и «Белтинци», вновь вернулся в «Муру 05».
Летом 1999 года перешёл в российский ЦСКА. В дебютном матче 18 июля, выйдя на замену Сергею Филиппенкову на 24-й минуте домашнего матча 18-го тура против «Шинника», на 79-й минуте поразил ворота Валерия Клеймёнова..
Всего за ЦСКА в том сезоне провёл два матча, отметившись одним голом и зимой 2000 года перешёл в словенскую «Горицу».
После чего выступал за австрийский «Капфенберг» и словенский «Белтинци». Всего в высшем дивизионе чемпионата Словении провёл 176 матчей и забил 58 голов.
После завершения футбольной карьеры работал спортивным директором «Муры». В январе 2015 года возглавил словенский клуб «Ракичан» из одноимённого города.